# Yamaha FS1
Yamaha FS1 er en knallert produceret af Yamaha. Den havde sin storhedstid i 1970'erne, men er blevet produceret helt op i 1990'erne. Motoren var en 49 cm³ fartvindskølet totaktsmotor. Knallerten har været produceret i mange forskellige modeller. På det danske marked kom den i en 4-gearet version, men efter stramningen af knallertlovgivningen også i en 2-gearet udgave. Den blev produceret i en DX version med skivebremse, og en k1 version med tromlebremse.
Motoren har 5,5Hk og med et tunsæt kunne den nemt komme til at køre over 100km/t